# Hannulik János Krizosztom
Hannulik János Krizosztom (Predmér, 1745. július 22. – Nagykároly, 1816. szeptember 3.) piarista gimnáziumi igazgató.

## Élete
Predméren született, Trencsén megyében, a keresztségben a Dániel nevet kapta. 1764. október 3-án lépett a rendbe Privigyén és 1765. november 17-én Rózsahegyen fogadalmat tett. 1767-ben a principisták és kisebb osztályok mestere volt Korponán, 1768–69-ben bölcseletet tanult Nagykárolyban; 1770–71-ben a gimnázium alsóbb osztályaiban tanított Máramarosszigeten, 1772–74-ben Nyitrán teológiát tanult és időközben, 1772. július 3-án áldozópappá szentelték föl. 1775-ben a poézis és szintaxis tanára volt Nyitrán, 1776-ban a retorika és poézis tanára Magyaróvárott. 1777-től 1780-ig ugyanaz Nagykárolyban; 1781-től 1784-ig ugyanott a bölcselet tanára, 1785-től 1789-ig a rendi növendékek igazgató tanára, 1790-ben a szónoklat tanára s hitszónok, 1791–92-ben ugyanaz és vicerektor, 1793-tól 1796-ig a logika és metafizika tanára, 1797–99-ben ugyanott vicerektor, 1800–1801-ben egyszersmind gimnáziumi igazgató, 1802-ben rektor és igazgató, 1803–1805-ben igazgató, 1806-tól 1810-ig a provinciális helyettese és igazgató; majd 1812-ben nyugalomba vonult.
A piarista rend magyarországi testületének egyik legkiválóbb tagja volt. Jeles tehetségét a külföld is méltányolta, midőn a tudományos folyóiratokban elismeréssel írtak róla s több tudós társaság tagjai sorába választotta; így tagja volt a római szépirodalmi társaságnak Seralbus Erimanticus névvel, a svéd, a hessen-homburgi sat. németországi társulatnak is. Hazai tisztelői közt első helyen említendő Károlyi Antal gróf, aki baráti bizalmára méltatta s mecénasi kedvezéseivel halmozta el. Igen jeles tanár volt és klasszikus műveltségével, bölcseleti, történelmi és irodalomtörténeti előadásaival, megnyerő modorával kiválóan hatott az ifjúságra, a rend növendékeire s tanáraira. Nagyszámú latin lírai költeményei nemcsak Rómában és más olasz városokban, hanem Németországban, sőt az oroszoknál Szentpétervárott is figyelmet keltettek.

## Művei
- Selecta carmina, quae intra biennium typis vulgata sunt, quo M. Karolini docuit secundam classem gymnasii anno nempe: 1777 & 1778. (M.-Karolini)
- Versus lyrici ad solemnitatem consecrationis templi per exc. com. Ant. Károlyi honori St. Josephi Colasanctii erecti 1778. M.-Karolini
- Molem funebrem supremo honori augustae Mariae Theresiae faciundo a provincia Szathmariensi excitatam explicuit, ornavitque inscriptionibus... Hely n (1780)
- Ode ad ill. dn. Josephum Ürményi... M.-Karolini, 1779
- Carmen heroicum ad Jos. Ürményi. M.-Karolini, 1779
- Lyricorum libri IV. M.-Karolini, 1780-81
- Celebritas provinciae Bihariensis quum supremum eius moderatorem dnum Jos. Ürményi pro more, institutoque maiorum inauguraret nomine regio comes Anton. Károlyi a. 1782. die 15. junii, M.-Karolini
- Ode exc. ill. ac rev. dno Ladislao comiti a Kollonich de Kollegrad de Zajugrotz episc. Varadiensi ad diem solemnem Karolini 27. Junii oblata 1783. A Seralbo Erimantico. M.-Karolini
- Expositio tomp. philos, institutionum. M.-Karolini, 1783
- Ode ad Com. Steph. Illésházy. M.-Karolini, 1783
- Elegia ad instaurationem publicorum magistratuum, quam supremus provinciae Szathmariensis moderator comes Antonius Károlyi faciebat die XVI. Augusti a 1784. M.-Karolini
- Oden hanc seren. ac belli pacisque artibus inclitae stirpi domus Guelphicae sacrat. Hely n., 1785
- Ode exc. ac ill. dno Simoni e l. b. de Réva... comit. Ungvariensis supremi comitis... M.-Karolini oblata ad d. 24. Junii a. 1785. quo primum Szathmariensem provinciam suo pio munere accessit. Scripsit Seralbus Erimanticus. M.-Karolini
- Elegia ad rev. dnum Michaelem Ambrosowsky canonicum Agriensem grandaeva aetate carmina elegantissime scribentem. A. 1785. Scripsit Seralbus E. M.-Karolini
- Carmen extemporale ad rev. dn. Antonium Hartmann archidiaconum comitatuum Szathmár et Ugocsa canonice unitorum, dum ab exc. Agriensium antistite Carolo Esterházy canonici titularis honore cohonestaretur a. 1785. Offert Seralbus E. M.-Karolini
- Epicedion in obitum dni Joannis Beőthy... quiomnium bonorum moerore e vivis ereptus est Varadini a. 1786 (M.-Karolini)
- Elegia ad rev. dn. Franc. Eötvös... dum pro more institutoque vetere in munere parochi Felső-Banyensis collocaretur a. 1786. mense Jan. (M.-Karolini)
- Elegia ad rev. dn. Nicolaum Edelspacher de Gyorok cum honore canonici titularis auctus rediret Agria mense Majo a. 1786 (M.-Karolini)
- Elegia de excell. ac rev. dno Carolo e com. Eszterházy... (M.-Karolini) 1786
- Elegia ad rev. dnum Ant. Hartmann tit. canonicum Agriensem... cum in munere suo dnum Franc. Eötvös... sacrum curionem Felső-Banyensem legitime constabiliret a. 1786 (M.-Karolini)
- Elegia rev. dno Jos. Téglásy praeposito S. Stephani de castro Agriensi cath. eccl. Agr. cant. & can. oblata... dum Felső-Bányám venisset a. 1786. m. Junio. Hely n.
- Respondet Hannulik Simonochiczio, postquam Elegiam ad doctiss. virum Georgium Tokody scriptam legerat. Hely n., 1786
- Carmen ad adm. rev. dnum Joannem Prileczky, dum post exactos 50 sacerdotii annos pro usitato more sacra solemnia ageret ipsa dominicae resurrectionis celebritate Trenchinii in collegii piar. schol. annos natus 79. M.-Karolini, 1787
- Antonio Hartmann archi-diacono comitatuum Szathmár et Ugocsa cathedr. ecclesiae Agriensis canonico et parocho Fényesiensi. Pestini, 1788 (költ.)
- Ode ad exc. com. Ant. Károlyi dum a. 1788 post biennii absentiam Karolinum magno populi gaudio venit d. 20. Sept. M.-Karolini
- Andreae C. Hadikio Hungaro caes. aug. supr. belliduci, quum in Ottomannos proficisceretur. Vindobonae, 1789 (költ.)
- Genuina sensa boni patriae civis declamata coram exc. com. Ant. Károlyi supremo comite provinciae Szathmariensis... ad... instaurationem... die XIII. Apr. 1790. habitam... Debreczini
- Ode ad libertatem hungaricam. Hely n. 1790 (két kiadásban, egyik jegyzetekkel ellátva)
- Ode in tristissimum obitum exc. com. Ant. Károlyi facta... dum triduo exequiae celebrarentur 27. Sept. Kaplonini 28 & 29. Karolini 1791. Viennae
- Ode de seren. regio principe archi-duce Austriae et regni Hung. palatino Alexandro Leopoldo et emin. s. r. i. principe Jos. e. com. de Batthyan primati regni Hungariae grammatophylacii instituti historico-diplomatici quod indefesso conatu Mart. Ggii Kovachich Budae XVII. Kal. Dec. a. 1793. civium gaudio apertum est. Pestini
- Ode, de seren. regio haereditario principe archi duce Austriae et palatino Alexandro Leopoldo. Pestini, 1793
- Ode ad ill. com. Josephum Károlyi dum supremi comitis provinciae Szathmár honore ornatus est. Pestini, 1793
- Ode ad ill. com. Elisabetham Károlyi notam e com. Waldstein dum ad ill. com. Josephi Károlyi conjugis sui inaugurationem in munera supr. comitis provinciae Szathmariensis magno populi desiderio expectata venisset Carolinum mense Julio 1794. Debrecini
- Elegia ad exc. com. Carolum Zichy de Vásonkő, dum inaugurationem supremi comitis prov. Szathmariensis ill. com. Jos. Károlyi praestaret Karolini die VII. Julii 1794. Pesthini
- Ode seren. regio haered. principi, archi-duci Austriae Josepho, dum incliti regni Hungariae locumtenentis honorem adiret m. Sept. 1795. Pesthini
- Laetitiam populi hungarici in adventu seren. principis archi-ducis Austriae Josephi locumtenentis regii discripsit d. 21. Sept. 1795. Pesthini (költ.)
- Illustr. doct. Bürkenstock auctori operis in quo aeternam memoriam Leopoldi Alexandri archi-ducis Austriae, Hungariae palatini infelici casu e vivis erepti regni ordinibus summis, imisque charissimi, eleganti, concinnaque, et ad lapides accomodata oratione latina commendavit a 1795. Pesthini (költ.)
- Augurium inclitae Arvensis provinciae, dum supremus eiusdem moderator designatus est d. com. Petrus de Réva... Posonii (költ.)
- Vota ad salutem pro diuturna incolumitate ser. principis archi-ducis Austriae Josephi, locumtenentis regii per Hungariam concepta ad diem ejus natalem IX. nominis vero XIX. mensis martii a. 1796. Hely n.
- Ode ad seren. regium principem archi-ducem Austriae regni Hungariae palatinum Josephum quum equestrem nobilium militiam ex inclitis comitatibus Marmaros, Beregh et Ugocsa, quae pro veteri instituto anno in hostem sumserat, magno vicinarum provinciarum confluxu lustraret, ad d. 20 et 21. Nov. Karolini 1797, Viennae, 1797
- Ode de seren. regio pered. principe archi-duce Austriae et incl. regni Hung. palatino Alex. Leopoldo et... cardinali .. Jos. e com. de Batthyán primate regni Hung. grammatophylacii instituti historico-diplomatici quod indefesso conatu Mart. G. Kovachich Budae XVII. Kal. Dec. s. 1798. summo omnium honorum civium gaudio apertum est, maecenatibus munificentissimis. Pestini
- Elegia ad restaurationem publicorum magistratuum. M.-Karolini, 1788
- Ode, quam in communi ditionis Károlyianae laetitia scripsit. Viennae. 1798
- Ode in obitum ill. com. Ignatii Lázár centurionis. Viennae, 1799
- Rev. exc. ac ill. dno Josepho Fengler episcopo Jaurinensi... ad diem nominis ejus offert a. 1799. Hely n.
- Ode ad incl. Szathmariensis provinciae magistratum dum enim... cardinali... princ. Josepho e com. Batthyán primati regni Hung. e vivis erepto ad d. III. Febr. 1800. supremum honorem lug. moer. qui faceret M.-Karolini in templo piarum scholarum. Pesthini
- Ode seren. regio haered. principi archi-duci Austriae et regni Hungariae palatino Josepho ac seren. caesar. principi Alexandrae felici hymenaeo conjunctis, et Budae inter laetitiam hungaricae nationis habitantibus sacrata mense Aprili anni 1800. Pesthini
- Carmen ad ill. dnum Ladislaum Kőszeghy dum Csanadiensis dioecesis episcopus renunciatus est, quod devotissimo animo obtulit a. 1800. Temesvarini.
- Ode de exc. ac ill. comite Francisco Széchényi de Sárvári Felsővidék. Scripta... et oblata... m. dec. 1801. Pestini
- Ode ad ill. ac rev. dnum Gabrielem Zerdahelyi, dum Neosoliensem episcopalum feliciter adiret. Pestini, 1801
- Ode ad rev. dnum Augustinum Benedek cathedr. eccl. Vaciensis lectorem, et canonicum... a. 1802. Vacii
- Eucharisticon ad inclytos status et ordines in comitiis Posonii congregatos quod institutum scholarum piarum regi apostolico commendandum censuerunt 1802. Pestini (függelékül: A kegyes oskoláknak hálaadatosságok az ország gyűlésének rendjeihez)
- Ode ad exc. ac ill. dnum com. Josephum Eszterházy de Galantha dum commissarii regii potestate dignitati supr. ac perpetui comitis Beregiensis praeficeret V. kal. Jul. an. 1803. ill. dnum comitem Franc Schönborn. M.-Karolini
- Ode ad exc. ac ill. dnum com. Jos. Eszterházy... dum intimi status consiliarii honore ornatus est 1803. Pesthini
- Epicedi-m. ill. comiti Josepho Károlyi... comitatus Szathmariensis supr. comiti... ad justa funebria 28. Maji 1803. nomine collegii M.-Karolinensis scholarum piarum fundatori beneficentissimo, pii, gratique animi causa. Pesthini (Ugyanez magyarúl: Gyászos tisztelet cz., melyet H. után Révay Miklós ford. Pesthini)
- Elegia ad exc. ac ill. dnum Ladislaum l. b. Orczy... incl. com. Abaujvariensis supr. comitem, dum dno libero baroni Nicolao Vétsey supremi comitis provinciae Szathmariensis munus solemniter potestate regia comitteret M-Karolini 11. Oct. 1803. Pesthini, 1803
- Ode ad Alexandrum russorum imperatorem, fama rerum praeclare gestarum imprimis promotione omnium scientiarum gloriosissimum, anno 1804 scripta. Pesthini
- Ill. ac rev. dno Stephani l. b. Fischer de Nagy-Szalatnya... super Francisci I. Hung. regis providentia episcopatum Szathmár-Némethiensem erectum, sibique benignissime collatum, solemniter adeunti. Anno 1804. M.-Varadini
- Elegia ad ill. ac rev. dnum Stephanum e. l. b. Fischer... dum recenter instituti episcopatus Szathmariensis praesul denominatus est mense Martio 1804. M.-Varadini
- Francisco II. romanoram electo nunc primum Austriae haereditario imperatori optimo maximoque regi hungarorum apostolico. Nomine instituti sui schol. piar. Hungariae a. 1804. M.-Varadini (költ.)
- Seren. archi-duci Austriae et regni Hungariae Palatino Josepho perlustratis pluribus Trans-Tibiscus provinciis nominatim Szathmariensi Budam reduci mense Aug. 1805. M.-Varadini (költ.)
- Ob relevatum salutari arte valetudinem viro erud. Josepho Szombathy gratitudinis ergo a. 1806. M.-Varadini (költ.)
- Advenienti Vacium seren. archi-duci Carolo eius dioecesis denominato episcopo provincia hungarica piarum scholarum a. 1807. M.-Varadini (költ.)
- Ill. dno Ioanni Somogyi de Medgyes... grati patres piarum scholar. prov. hungaricae. A. 1807. m. Oct. M.-Varadini (költ.)
- Francisco I. potentissimo Austriae imperatori et regi apostolico Hungariae in pias scholas collatione custodiatus Albensis munificentissimo nomine instituti provinciae Hungariae in grati animi testimonium a. 1807. devotissime dicata. M.-Varadini (költ.)
- Seren. ac rev. Hungariae et Bohemiae reg. haered. principi, et... domino Carolo Ambrosio archi-episcopo Strigoniensi, ... nomine provinciae Hungariae piarum scholarum ... devote oblata ad Diem 17. Augusti Anni 1808. Pesthini Online
- Ad exc. ac rev. dnum Stephanum e. l. b. Fischer... dum archi-episcopum Agriensem et comitatuum Heves ac Ext. Szolnok art. unit. perpetui supremi comitis munus adiret die 16. Febr. 1808. nomine provinciae hung. piarum scholarum. M.-Varadini (költ.)
- Illustr. ac rev. d. Paulo Rosos dum epp. Veszpremiensem solemniter adiret 1808. M.-Varadini
- Ill. ac magn. duo Ludovico Rhédei... incl. comit. Bihariensis officii supremi comitis administratori dum munus hoc die 28. Mart. 1808 solemniter adiret. M.-Varadini (költ.)
- Illustr. ac rev. dno Alexandro Alagovits episcopo Rosonensi... nomine prov. Hung. piarum scholarum. Pestini, 1809 (költ.)
- Illustr. ac rev. dno Georgio Kurbélyi episcopo Veszprimiensi, nomine prov. Hung. schol. piarum. Pestini, 1809 (költ.)
- Exc. ac ill. dno Andreae Semsey, comit. Abaujvár supr. comiti, dum a personalis praesentiae regiae locumtenentis munere ad alios illustres honores Viennam designatus, non multo post Budam revertebatur aerarii regii praeses futurus. Pestini, 1809
- Ode ill. ac rev. dno Alex. Rudnay... dum ad exc. cancell. hungarico aulicam honore referendarii ornaretur oblata, nomine provinciae Hung. piarum scholarum. Pestini, 1809
- Selecta latini sermonis exemplaria e scriptoribus probatissimis excerpta in usum primae humanitatis scholae per regnum Hungariae et adnexarum provinciarum. In usum secundae humanitatis scholae. Budae, 1809
- Ugyanaz.... In usum quartae grammaticae Budae, 1810

### Kéziratban
- Misso libro ad Emericum Kreskay respondet Seralbus Erimant
- Oden hanc seren. ac belli pacisquae artibus inclitae stirpi donus Guelphicae sacrat
- Ode ad Stephanum Szablik e scholis piis, directorem local. gymn. majoris, quod Szegedini est, qui primus in Hungaria felicissimo successu tam Pestini a. 1784., quam Varadini a. 1785. mense octobri globum aërostaticum in altum dimisit

Költeményeinek összegyűjtésére biztatta Denis Mihály, ki azok kiadatását is kilátásba helyezte; Hannulik ezen gyűjteményt Bécsbe felküldötte; azonban midőn ez odaérkezett, Denis a ravatalon feküdt és így a kiadás elmaradt.
Latin levelei Révai Miklóshoz, Nagy-Károly 1793. júl. 4., 1794. ápr. 9. és hely n. 1803. máj. 25. (a Magyar Nemzeti Múzeum kézirattárában).